# USS Utah (BB-31)
Pour les autres navires du même nom, voir USS Utah.
L’USS Utah (BB-31), était un cuirassé américain de la classe Florida.

## Histoire
Premier vrai dreadnought américain avec le Florida, il sort des chantiers new-yorkais en décembre 1909 et rejoint la flotte de l'Atlantique en 1912. Il vint à Villefranche-sur-Mer, du 8 au 30 novembre 1918. Obsolète, il est reconfiguré en bateau cible en 1931.
Il partit pour Pearl Harbor le 14 septembre 1941, après avoir visité Port Townsend (Washington), San Francisco et San Pedro. Reconverti en navire cible, il fut touché et chavira pendant l'attaque japonaise du 7 décembre. Six officiers et 52 hommes moururent dans l'attaque ; leur mémoire est honorée dans un mémorial dressé en 1972, au nord-ouest de l'Île de Ford.

### Attaque de Pearl Harbor
L’Utah, navire servant de cible pour l'entraînement était amarré à l'ouest de l'île de Ford dans la zone réservée aux porte-avions. De ce fait, les japonais le prirent pour un porte-avions lors des passages qu'effectuèrent les sous-marins de poche. De plus, on lui a rasé ses tourelles et son pont, cela lui donne du ciel une allure de porte-avions. Ceci explique l'acharnement qu'il a subi. Ainsi, des avions-torpilleurs arrivent très vite sur l’Utah qui subit à 8 h l'impact de deux torpilles. Les cloisons du navire datant de 1911 n'étant plus en état, l'eau envahit très vite le navire notamment les cales bâbord. La gîte du navire devient assez vite importante et l'ordre d'évacuation est donné. Mais les madriers de bois recouvrant le pont sous l'effet de la gîte se mettent à glisser et écrasent les hommes qui tentent d'atteindre le bastingage tribord. À l'intérieur du navire, les hommes qui sortent subissent le tir des avions japonais passant au ras du navire.
Le chef-mécanicien Isquith cherche, lui, au cours de sa ronde, à s'assurer que tous les hommes d'équipage ont fui, mesure courante sur un navire. Cependant, il se retrouve bloqué du fait des madriers qui bloquent la sortie. Il réussit néanmoins à sortir avec l'aide du radio Winser avant de basculer à l'eau. Épuisé, il tente de nager pour échapper à l'écrasement, l’Utah commence à chavirer. Il réussira à atteindre l'île Ford avec l'aide de ses hommes. Des hommes ayant refusé d'évacuer où n'en ayant pas eu le temps malgré la ronde d'Isquith mourront, bloqués dans les fonds du navire qui vient de se retourner. Néanmoins, un homme, l'électricien John Vaessen décide de descendre vers la coque pour alerter les secours en tapant contre la paroi. Le chef-mécanicien Isquith est alors alerté par des coups portés contre la coque et avec une équipe de volontaires, il ouvre au chalumeau la coque et arrive de ce fait à sauver Vaessen. Au cours de la nuit suivante, sur le coup de la peur d'un débarquement japonais, deux survivants de l’Utah seront abattus par erreur à la mitrailleuse par un membre du USS California.
L'état du cuirassé Utah et sa valeur militaire nulle feront qu'il ne sera jamais remis en service bien qu'il sera redressé à partir du 29 décembre 1941. Définitivement retiré du service actif en septembre 1944, il sera radié de la marine le 13 novembre. Le navire reçut plus tard la Battle Star.